# DragonFable
Dragonfable er et free-to-play online fantasy-RPG, der er udviklet af Artix Entertainment LLC. i år 2006. Det er en fortsættelse til spillet Adventure Quest, men foregår dog 5 år før. I DragonFable kan du købe en DragonAmulet, hvilket giver dig seks tilgængelige karakterer i stedet for de 3 der er standard. En DragonAmulet koster 30 (29,95) Dollars for at opgradere alle seks karakterer, eller 20 (19,95) Dollars for kun at opgradere én af dine karakterer. I Dragonfable går du også rundt og klikker, ikke bare fra sted til sted ligesom i Adventure Quest.
Dragonfable bliver udviklet hver uge, af DF-Teamet (Artix, Cysero, Zhoom, Geo, Alina, Ghost, J6, Thyton, Rolith). De opdater med nye opgaver, butikker og modstandere, samt venlige figurer, man kan tale med, og få opgaver af. Dragonfable sætter fokus på komisk udfoldelse, i de sjove opgaver, og seriøs dialog i de mere historiebaserede opgaver.
I Dragonfable kan man få mange forskellige classes (klasser), og desuden få og lave sin helt egen drage. Dragonfable er ikke et online multiplayerspil, men hvis man har en eller flere venners ID, kan man kæmpe mod en ven, som er styret af computeren. Man kan også kæmpe mod tilfældige, så vælger computeren, en modstander der er vurderet til af have samme styrke som en selv.
Ideen med spillet, er blandt andet storylines (historiefortællinger), som man skal klare ved at klare flere opgaver ad gangen, ved at bekæmpe monstre, finde information, dræbe bosser eller snakke med folk. Spillet bliver ofte lavet med ideer fra andre spillere, på spillets forum, hvor man også kan komme med forslag til spillet. Spillet er nemt for nye spillere, og man bliver hjulpet godt på vej, af de mange opgaver man laver og byen man udforsker.
| computerspil | Spire Denne computerspilsrelaterede artikel er en spire som bør udbygges. Du er velkommen til at hjælpe Wikipedia ved at udvide den. |